# Hieronim Feicht

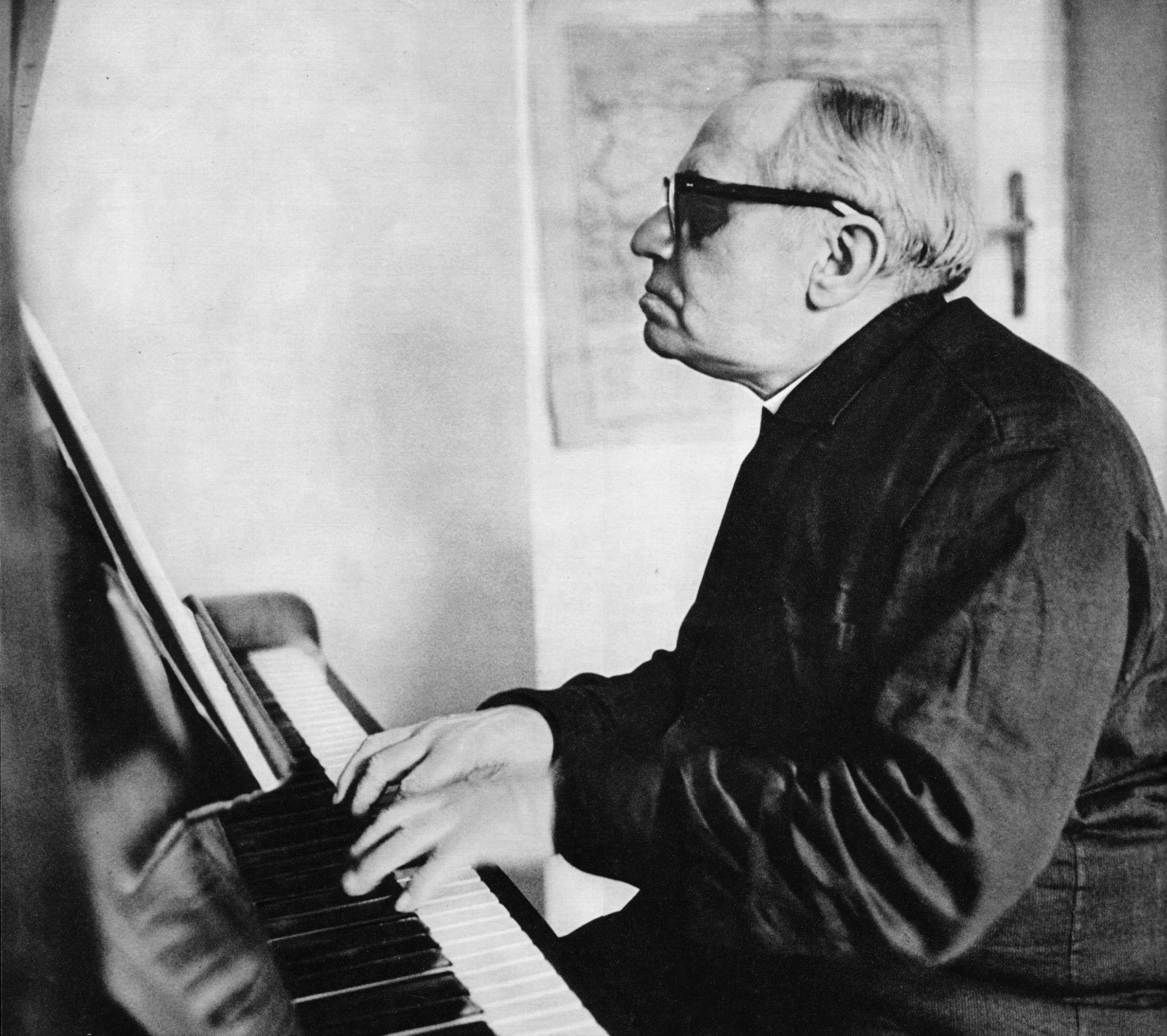
Hieronim Feicht (1964)

Hieronim Feicht (* 22. September 1894 in Mogilno (bei Posen); † 31. März 1967 in Warschau) war ein polnischer Musikwissenschaftler, Komponist und Musikpädagoge. Hieronim Feicht spezialisierte sich auf Alte Musik, insbesondere des polnischen Mittelalters, der polnischen Renaissance und des polnischen Barocks.

## Leben und Werk
Hieronim Feicht studierte von 1914 bis 1918 in Krakau Theologie. 1917 wurde er dort zum Priester geweiht. Zunächst übernahm er pastorale Arbeiten. 1919 wurde er zum Präfekten des Erzbischöflichen Seminars in Lemberg ernannt. Gleichzeitig begann er ein Kompositions- und Orgelstudium bei Mieczysław Sołtys am Lemberger Konservatorium. Von 1921 bis 1925 studierte er Musikwissenschaft bei Adolf Chybiński an der Universität Lemberg. Er promovierte 1925 dort über das religiöse Musikwerk Bartłomiej Pękiels. Er ging 1927 und 1928 zu weiteren Studien vor allem zur Gregorianik zu Peter Wagner an die Universität Freiburg in der Schweiz.
Hieronim Feicht wirkte von 1924 bis 1926 als Assistent Chybińskis in Lemberg. Er lehrte dann von 1927 bis 1930 und wieder von 1935 bis 1939 am Krakauer Konservatorium Musiktheorie. In der Zwischenzeit von 1930 bis 1932 lehrte er an der Warschauer Musikhochschule. Von 1946 bis 1952 war er Leiter der Fakultät für Musikwissenschaft an der Universität Breslau und gleichzeitig Rektor der dortigen Staatlichen Musikhochschule. Von 1952 bis 1964 war er Professor für Musikgeschichte und Leiter der Abteilung für polnische Musikgeschichte am Institut für Musikwissenschaft der Universität Warschau.
Hieronim Feicht komponierte Messen und Werke für Männerchor, unter anderem nach Worten Kazimierz Przerwa-Tetmajers, sowie Orgelvorspiele nach Themen von Kirchenliedern, die 1937 veröffentlicht wurden. Er verfasste bedeutende Aufsätze zur polnischen Musikgeschichte wie Musikhistorische Bemerkungen über die Lemberger Handschriften des Bogurodzica-Liedes („Bogurodzica“ bedeutet „Die Gottesgebärerin“, Posen 1925), Wojciech Debolecki, Ein polnischer Kirchenkomponist aus der 1. Hälfte des 17. Jahrhunderts (Lemberg, 1926), Polifonia Renesansu (Krakau, 1957) und Bogurodzica („Die Gottesgebärerin“, zusammen mit Jerzy Woronczak und Ewa Ostrowska mit Faksimiles eines der ältesten polnischen Lieder, Breslau 1962). Zudem edierte er Werkausgaben polnischer Komponisten wie die von Bartłomiej Pękiel und Grzegorz Gerwazy Gorczyckis. Als Nachfolger von Adolf Chybiński war Hieronim Feicht ab 1952 Editionsleiter der Reihe alter polnischer Musik Wydawnictwo dawnej muzyki polskiej (Krakau 1947 ff.). Er leitete ferner die Denkmälerreihe Antiquitates musicae in Polonia (Warschau und Graz 1963 ff.). Zudem edierte er die Anthologie Muzyka staropolska („Alte polnische Musik“, in polnischer und englischer Sprache, Krakau 1966). Anlässlich seines 70. Geburtstags 1964 gab Zofia Lissa die Festschrift Studia Hieronim Feicht septuagenario dedicata mit einem Schriftenverzeichnis zu Ehren von Hieronim Feicht heraus.